# Добрица Матковић
Добрица Матковић (Шарани, код Горњег Милановца, 29. новембар 1887 — Шарани, код Горњег Милановца, 9. октобар 1973) је био начелник Одељења за државну заштиту 1929. и бан Дунавске (1933—1935) и Моравске бановине (1935—1936).

## Биографија
Рођен је од оца Владисава и мајке Иконије. Основну школу похађао је на Савинцу, а даље школовање наставио је у Београду, где је завршио гимназију. Одмах потом је почео да ради као полицијски чиновник.
У својим двадесетим са српском војском се повукао преко Проклетија и преживео Албанску голготу, након чега је стигао на грчко острво Крф. Албанску голготу је проживео и његов отац Владисав, који је по преласку Проклетија пребачен у Бизерту где је умро од исцрпљености 1917. године. Добрица је са Крфа упућен да буде секретар српске делегације за избеглице у Паризу. Боравак у престоници Француске је искористио за завршетак студија права; допломирао је 12. јула 1918. године. По налогу српске владе, која је у то време имала седиште на Крфу, отишао је у Лондон на изучавање административно-управне организације. По завршетку Великог рата вратио се у Београд, где је наставио полицијску службу све до 1921. године када га је ангажовало Министарство финансија, где је постављен за главног инспектора за сузбијање кријумчарења.
Због мањка стручних кадрова у новој држави Срба, Хрвата и Словенаца, већ почетком 1923. постављен је за великог жупана Брегалничке области са седиштем у Штипу, а 1925. премештен је на исту позицију у Моравској области са седиштем у Параћину. Након тога пребачен је у Битољ, а фебруара 1929. у Сомбор (Бачка област). Само пар месеци касније постао је начелник Одељења за државну заштиту Министарства унутрашњих послова Краљевине Југославије, а недуго затим и помоћник министра унутрашњих послова. Указом краља Александра I Карађорђевића од 9. априла 1933. постао је бан Дунавске бановине. Ову дужност обављао је у Новом Саду око две године, а затим је премештен у Ниш за бана Моравске бановине. На тој позицији остао је годину дана, а у Нишу је боравио до уочи Другог светског рата, када је пензионисан због неслагања са политиком југословенске владе.
Течно је говорио енглески, француски и немачки језик. Аутор је више стручних чланака у страним часописима. Одликован је са више ордена: Орден Југословенске круне 3. реда, Орден Белог орла 4. реда, Орден Легије части 4. реда (који му је доделио председник Француске републике 3. децембра 1930. године) и други. Мештани Шарана и Дренове желели су да школа на Савинцу носи Добрицино име, у знак захвалности за све што је за села урадио, али он то није прихватио јер је сматрао да то није у складу са законом о давању имена појединим установама. Добрица Матковић допринео је доградњи школске зграде, изградњи ђачке трпезарије, задружних зграда, многих чесми и бунара, моста преко Дичине којим су Шарани повезани са Дреновом, као и модерног пута од Савинца до Такова.
Почетком Другог светског рата повукао се у своју кућу на Савинцу, где је боравио до краја рата. Учествовао је на Великом народном конгресу у селу Ба, од 25. до 28. јануара 1944. године. У септембру исте године у Шаране је ушла Друга пролетерска бригада, а за њом и комунистички прваци из Горњег Милановца који су посетили бана. Придобили су га за делегата Велике антифашистичке народноослободилачке скупштине Србије (Београд, 9—12. новембар 1944. године). На њој је одржао говор подршке маршалу Титу. Касније је постављен за председника Комисије за ратну штету при Председништву владе НР Србије. Веровао је да ће се по окончању рата одржати демократски избори за нову власт, међутим, када му је речено да мора постати члан комунистичке партије да би остао на тој позицији, захвалио се на поверењу и рекао да је патриота, али комуниста није нити ће бити. Овакав одговор донео му је превремено пензионисање.
Поново се повукао у своју кућу на Савинцу, где је прилично усамљено живео до смрти 9. октобра 1973. године. Сахрањен је 10. октобра, уз све државне почасти, у породичној гробници коју је 1935. године подигао поред цркве Светог Саве на Савинцу. Мештани и данас користе називе банова кућа, банов мост, банова гробница. Спомен-плоче на ђачкој трпезарији и мосту преко Дичине подсећају на велика дела која је урадио за своје родно место.

## Галерија
- Кућа у Шаранима у којој је живео бан Добрица Матковић
- Породична капела и маузолеј Матковића подигнута 1935. године у близини цркве Светог Саве на Савинцу
- Мост бана Матковића на Савинцу преко реке Дичине.
- Спомен-плоча на ђачкој трпезарији